# 임준우
임준우(2002년 1월 5일 ~ )는 대한민국의 축구 선수로, 포지션은 라이트백이다. 현재 K리그2 김포 FC 소속이다.